# Zonsverduistering van 12 augustus 2064

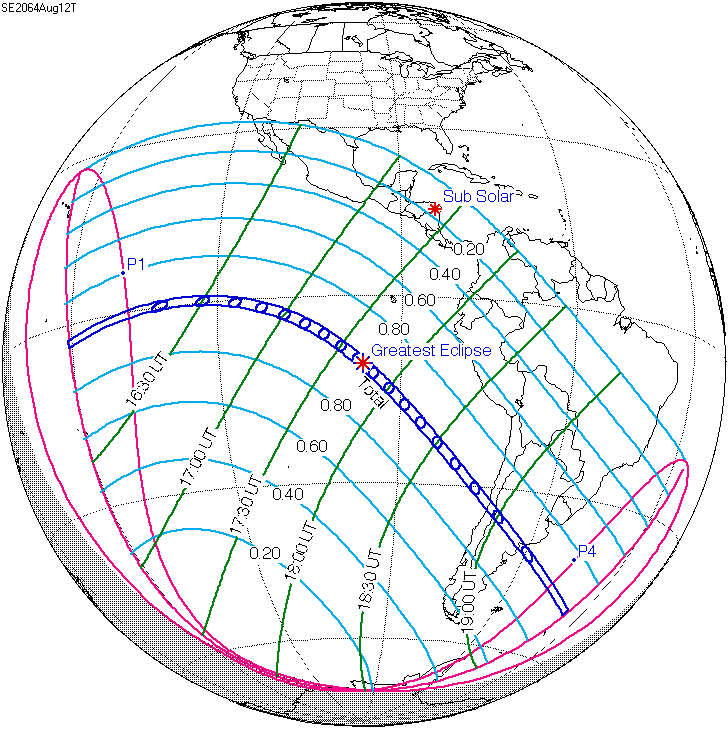
De totale zonsverduistering vindt plaats tussen de blauwe lijnen.

De totale zonsverduistering van 12 augustus 2064 zal achtereenvolgens te zien zijn in de volgende twee landen: Chili en Argentinië.

## Lengte

### Maximaal
Het punt met maximale totaliteit ligt op zee ver weg van enig bewoond gebied en duurt 4m27,6s.

### Limieten
| Fenomeen                    | Code | Tijdstip UTC |
| --------------------------- | ---- | ------------ |
| Eerste contact bijschaduw   | P1   | 15:09:29.4   |
| Eerste contact kernschaduw  | U1   | 16:09:38.7   |
| Kernschaduw compleet vanaf  | U2   | 16:11:43.0   |
| Bijschaduw compleet vanaf   | P2   | Niet         |
| Maximum eclips              | GE   | 17:44:00.3   |
| Bijschaduw compleet t/m     | P3   | Niet         |
| Kernschaduw compleet t/m    | U3   | 19:16:01.1   |
| Laatste contact kernschaduw | U4   | 19:18:09.7   |
| Laatste contact bijschaduw  | P4   | 20:18:17.9   |